# Huset vid gränsen
Huset vid gränsen är en finländsk TV-teaterfilm från 1968 i regi av Christian Lund. Filmen bygger på pjäsen med samma namn av Sławomir Mrożek.

## Rollista
- Stefan Ekman – Sławomir
- Sonja Lund – hustrun
- Sara Arnia – svärmodern
- Helge Lassenius – svärfadern
- Johnny Eberstein – diplomat
- Jan Sandberg – diplomat
- Clebert Ford – diplomat/smugglaren
- Stina Svensson – diplomat/tullare
- Elisabett Gustafson – tullare
- Jarl Lindblad – pioniärkaptenen
- Stig Torstensson – vakten
- Kim Bredefeldt – Sławomirs barn
- Micael Bredefeldt – Sławomirs barn